# Гирода (Тимиш)
Гирода (рум. Ghiroda) насеље је у Румунији у округу Тимиш у општини Гирода. Oпштина се налази на надморској висини од 89 m.

## Прошлост
По "Румунској енциклопедији" место се помиње 1332. године. Има 1393. године назив "Вила Гирод" (град). Гиронда је село 1717. године са 24 куће. Насељавањем Немаца, место постаје по карактеру влашко-немачко. Гроф Перлез је безуспешно покушао да ту узгаја пиринач. Село је 1781. године од ерара купио спахија Михаљ Шандор.
"Ђировда" је 1764. године православна парохија у Темишварском протопрезвирату. Аустријски царски ревизор Ерлер је 1774. године констатовао да место припада Буковачком округу, Темишварског дистрикта. Становништво је било претежно влашко. Када је 1797. године пописан православни клир у месту је забележен свештеник. Парох, поп Павле Павловић је рукоположен 1779. године и служи се српским и румунским језиком.

## Становништво
Према подацима из 2002. године у насељу је живело 4907 становника.

### Попис2002.
| Расподела становништва по националности 2002.‍ | Расподела становништва по националности 2002.‍ | Расподела становништва по националности 2002.‍ | Расподела становништва по националности 2002.‍ | Расподела становништва по националности 2002.‍ |
| --------------------------------------------- | --------------------------------------------- | --------------------------------------------- | --------------------------------------------- | --------------------------------------------- |
|                                               |                                               |                                               |                                               |                                               |
| Румуни                                        | Румуни                                        |                                               | 4.531                                         | 92,4%                                         |
| Мађари                                        | Мађари                                        |                                               | 260                                           | 5,3%                                          |
| Роми                                          | Роми                                          |                                               | 32                                            | 0,7%                                          |
| Украјинци                                     | Украјинци                                     |                                               | 7                                             | 0,1%                                          |
| Немци                                         | Немци                                         |                                               | 25                                            | 0,5%                                          |
| Срби                                          | Срби                                          |                                               | 26                                            | 0,5%                                          |
| Словаци                                       | Словаци                                       |                                               | 13                                            | 0,3%                                          |
| Бугари                                        | Бугари                                        |                                               | 4                                             | 0,1%                                          |
| други                                         | други                                         |                                               | 4                                             | 0,1%                                          |

### Хронологија
| Година       | 1992 | 1993 | 1994 | 1995 | 1996 | 1997 | 1998 | 1999 | 2000 | 2001 | 2002 | 2003 | 2004 | 2005 | 2006 | 2007 | 2008 | 2009 | 2010 | 2011 | 2012 | 2013 | 2014 | 2015 | 2016 | 2017 |
| ------------ | ---- | ---- | ---- | ---- | ---- | ---- | ---- | ---- | ---- | ---- | ---- | ---- | ---- | ---- | ---- | ---- | ---- | ---- | ---- | ---- | ---- | ---- | ---- | ---- | ---- | ---- |
| Становништво | 4950 | 4904 | 4901 | 4831 | 4760 | 4708 | 4699 | 4669 | 4678 | 4695 | 4684 | 4715 | 4787 | 4851 | 4965 | 5107 | 5263 | 5375 | 5533 | 5805 | 5999 | 6197 | 6370 | 6607 | 6803 | 7002 |